# Nymphulosis arcanella
Nymphulosis arcanella är en fjärilsart som beskrevs av Hans Georg Amsel 1959. Nymphulosis arcanella ingår i släktet Nymphulosis och familjen Crambidae. Inga underarter finns listade i Catalogue of Life.